# Mia Khalifa
Vous lisez un « bon article » labellisé en 2020.
Pour les articles homonymes, voir Khalifa.
Mia Khalifa (en arabe : ميا خليفة), de son vrai nom Sarah Joe Chamoun, née le 10 février 1993 à Beyrouth, est une influenceuse et personnalité médiatique libano-américaine. Elle est devenue célèbre pour avoir eu une courte carrière en tant qu'actrice pornographique entre octobre 2014 et février 2015, puis mène depuis une carrière sur les réseaux sociaux, notamment dans le domaine de la médiatisation du sport.
Appartenant à la communauté libanaise des chrétiens d'Orient, sa famille s'installe aux États-Unis en 2001. À la fin de ses études universitaires, Mia Khalifa commence une carrière d'actrice pornographique en octobre 2014. Dès le mois de décembre, elle connaît un immense succès grâce à la diffusion d'une scène dans laquelle elle porte le hidjab. Grâce à cette vidéo, elle devient l'actrice la plus vue et recherchée sur le site de streaming pornographique Pornhub, leader du marché. Sa notoriété dépasse alors le cadre de l'industrie pornographique, notamment en raison de la controverse religieuse suscitée par cette scène au Moyen-Orient.
Dès février 2015, menacée et injuriée massivement, elle quitte l'industrie pornographique. Sa carrière n'aura duré que trois mois, ne tournant qu'une vingtaine de vidéos. Elle reste cependant, pendant plusieurs années, une des actrices pornographiques les plus célèbres et les plus recherchées sur les sites de streaming. Elle continue également d'être menacée malgré l'arrêt de son activité, notamment par des membres de l'État islamique en 2017. Son image de « pornstar au hidjab » est devenue un élément de la culture populaire sur Internet, faisant régulièrement l'objet de mèmes qui deviennent, eux aussi, massivement diffusés et très populaires. 
La controverse suscitée par Mia Khalifa a soulevé des questionnements sur le féminisme, la condition féminine au Moyen-Orient et sur la représentation des femmes, de l'Islam et des populations arabes dans les films pornographiques occidentaux.

## Biographie

### Jeunesse
Mia Khalifa est née le 10 février 1993 à Beyrouth, de parents chrétiens d'Orient. Sa famille est catholique et elle est élevée dans un milieu religieux, qu'elle décrit comme « très conservateur », bien qu'elle ne souhaite pas pratiquer cette religion. Elle est inscrite dans une école privée française à Beyrouth, où elle apprend aussi à parler anglais. 
En janvier 2001, sa famille s'installe aux États-Unis et emménage dans le comté de Montgomery, afin d'échapper au conflit qui se déroule alors au Sud-Liban. À son arrivée au lycée, elle s'inscrit dans une équipe de crosse féminine. Elle est alors victime de harcèlement, dans un climat hostile envers les immigrés du Proche et Moyen-Orient à la suite des attentats du 11 septembre 2001.
Mia Khalifa suit ensuite des cours à la Massanutten Military Academy puis déménage au Texas pour la poursuite de son cursus scolaire. Elle obtient un Bachelor of Arts en histoire à l'université du Texas à El Paso.

### Actrice pornographique (2014-2015)
Mia Khalifa emménage à Miami et, dès son arrivée, elle est contactée pour poser pour des photographies dénudées, ce qu'elle accepte. Elle commence sa carrière dans l'industrie pornographique en octobre 2014 après avoir été approchée dans ce dessein par un client de l'établissement de restauration rapide pour lequel elle travaille. Elle commence par travailler pour la société de production Score.
| Année | Titre de la scène ou du film                         | Société de production |
| ----- | ---------------------------------------------------- | --------------------- |
| 2014  | Body Made For Sex                                    | Score                 |
| 2014  | Busty Pre-Game Warm-Up Show                          | Score                 |
| 2014  | Put It Between My Tits                               | Josh Stone            |
| 2014  | Big Tit Brunette Loves Hard Cock                     | Bang Bros             |
| 2014  | Double D Poolside Fuck                               | Bang Bros             |
| 2014  | Graduating Summa Cum Loud                            | Score                 |
| 2014  | Head Shot                                            | Score                 |
| 2014  | Her First Porno She Made                             | Bang Bros             |
| 2014  | Meet the Busty Girl Who Works At the Hamburger Joint | Score                 |
| 2014  | Mia Khalifa Is Cumming For Dinner                    | Bang Bros             |
| 2014  | She's Lovin' It and Havin' It Her Way                | Score                 |
| 2015  | Temporary Dates 2                                    | Josh Stone            |
| 2015  | Tony Rubino's Let's Make a Sex Tape                  | Josh Stone            |
| 2015  | Mia K Gives the Girlfriend Experience                | Bang Bros             |
| 2015  | Mia Khalifa and Her 34DDDs                           | Team Skeet            |
| 2015  | Mia Khalifa Is Back and Ready for Black Dick         | Bang Bros             |
| 2015  | Mia Khalifa Means Business                           | Team Skeet            |
| 2015  | Mia Khalifa Takes on Big QB Dick                     | Bang Bros             |
| 2015  | Mia Khalifa's First Monster Cock Threesome           | Bang Bros             |
| 2015  | Pounding Mia Khalifa                                 | Bang Bros             |

Mia Khalifa suscite l'attention du public après la sortie d'une scène tournée pour la société de production Bang Bros lors de laquelle elle porte un hidjab. La vidéo, intitulée Mia Khalifa Is Cumming For Dinner [Mia Khalifa vient pour le dîner] faisant partie de la série Stepmom Videos [vidéos de marâtre], met en scène un triolisme entre un jeune couple et la belle-mère de la jeune fille, une MILF interprétée par Julianna Vega. La scène apporte une popularité immédiate à Mia Khalifa, ainsi qu'une vague de critiques d'écrivains et de dignitaires religieux libanais et des pays voisins, dans les journaux et sur le média social Twitter,. Avec plus de 1,5 million de vues, Mia Khalifa devient début janvier 2015 l'actrice la plus recherchée du site de streaming pornographique, leader du marché, Pornhub,, détrônant Lisa Ann.
Le producteur de la scène se défend d'avoir exploité l'origine ethnique de Mia Khalifa pour provoquer un buzz autour de cette vidéo : « personne n'aurait pu anticiper la négativité que [ce film] susciterait ». Alex Hawkins, vice-président du marketing du site pornographique xHamster, explique le succès de la vidéo par le fait que « l'indignation qu'elle a provoquée dans le monde arabe a fini par générer un petit “effet Streisand”. Soudain, tout le monde la cherchait. L'effort pour la censurer ne fit que la rendre plus omniprésente ». Les chercheurs en sciences de la communication espagnols Alfonso Corral et Cayetano Fernández font remarquer que le buzz autour de la vidéo de Mia Khalifa intervient au moment où, en Europe, « les Arabo-musulmans ont éminemment retenu l'attention des médias au cours des mois de janvier et février 2015 » marqués notamment par l'attentat contre Charlie Hebdo à Paris ou encore les manifestations du courant d'extrême-droite PEGIDA en Allemagne. Pour l'anthropologue brésilienne Maria Júlia Alencastro Veiga, le succès de la scène en question tient de la fétichisation du hidjab et de « la fétichisation des catégories d'identité sociale mises en tension dans la vidéo [...] la seule identité sociale des acteurs qui semble clairement délimitée [ici] étant la race ». Les tags accompagnant la vidéo indiquent en l'occurrence la classification arabic ou encore muslim. Or, Julianna Vega, l'autre actrice apparaissant dans la vidéo, est cubaine et Mia Khalifa est chrétienne d'Orient d'origine, ce qui permet à la chercheuse de conclure que l'industrie pornographique « cherche plus à exotiser et à fétichiser qu'à décrire ».
D'après les données de Pornhub, entre le 3 et le 6 janvier 2015, les recherches portant la mention « Khalifa » ont été multipliées par cinq. Environ un quart de ces recherches provenait du Liban et une grande partie de pays voisins du Liban, dont la Syrie ou la Jordanie. Elle apparaît à la cinquième place de la « liste des 10 porn-star les plus célèbres » dans le magazine britannique Loaded en juillet 2016. La brasserie libanaise Almaza publie une publicité montrant une bouteille de bière à côté de lunettes rappelant celles de Mia Khalifa, avec le slogan : « Nous sommes tous les deux classés 18+ [interdits aux moins de 18 ans] ».
Fin janvier 2015, Mia Khalifa signe un contrat à long terme avec Bang Bros, ce qui nécessite qu'elle réalise plusieurs tournages chaque mois. Cependant, après seulement deux semaines, elle change d'avis et démissionne. Les commentaires négatifs qu'elle a reçus après son exposition médiatique la poussent à quitter ce travail : « Cela m'a ouvert les yeux. Je ne voulais pas que tout cela arrive, que ce soit positif ou négatif - mais tout cela était négatif. Je n'avais pas vraiment réfléchi à la façon dont mes amis, ma famille, et mes relations, pouvaient en souffrir ».
Mia Kahlifa n'a tourné dans des films pornographiques que pendant une durée de trois mois, passant rapidement, selon ses propres mots dans The Washington Post en 2016, à un « emploi plus normal ». Elle ajoute : « Je suppose que c'était ma phase rebelle. Ce n'était pas vraiment pour moi. Je me suis un peu affirmée et j'ai essayé de me distancier de cela ». Elle continue toutefois une activité de camgirl, ainsi que de vente de photos et de vidéos pour adultes sur le média social Findrow pendant plusieurs mois.
En janvier 2017, xHamster rapporte que Mia Khalifa reste l'actrice la plus recherchée pendant l'année 2016,. En 2016, elle est nommée aux AVN Awards, principales récompenses de l'industrie pornographique, dans la catégorie « Fan Award - Best Boobs [Prix du public - Plus belle poitrine]». En 2018, trois ans après son départ de l'industrie pornographique, elle reste classée en seconde position des actrices les plus recherchées sur Pornhub.

### Influenceuse et personnalité médiatique (depuis 2015)

#### Popularité sur les médias sociaux et mèmes
Elle met fin à sa courte carrière d'actrice pornographique en 2015. Elle travaille alors comme technicienne juridique et comptable.
Elle devient dès 2015 une personnalité très populaire des médias sociaux, son image publique fait l'objet de nombreux mèmes. Ainsi par exemple, en novembre 2016, une pétition en ligne voit le jour afin de demander qu'elle soit nommée Ambassadrice des États-Unis en Arabie saoudite par le président américain Donald Trump. En 2018, le duo musical iLoveFriday sort un morceau intitulé Mia Khalifa qui évoque un faux tweet posté par une personne ayant usurpé l'identité de Mia Khalifa. La chanson devient un mème sur internet après qu'un extrait de la musique a gagné une grande popularité sur l'application TikTok,. La chanson est alors devenue le clip TikTok le plus visionné dans le monde occidental, étant réutilisé dans plus de 4 millions de vidéos TikTok. 
Mia Khalifa compte en 2019 près de 3 millions d'abonnés sur Twitter et plus de 18 millions sur Instagram. Elle gère aussi une chaine YouTube, réalise des directs sur Twitch et vend des photos, produits dérivés et accès exclusifs via le site internet Patreon. Elle est également présente sur TikTok où elle compte 22,2 millions d'abonnés en 2021 — compte qui, avec plusieurs autres, est banni de TikTok au Pakistan en mai 2021 pour « contenu immoral et contraire à l'éthique ».

#### Médiatisation du sport

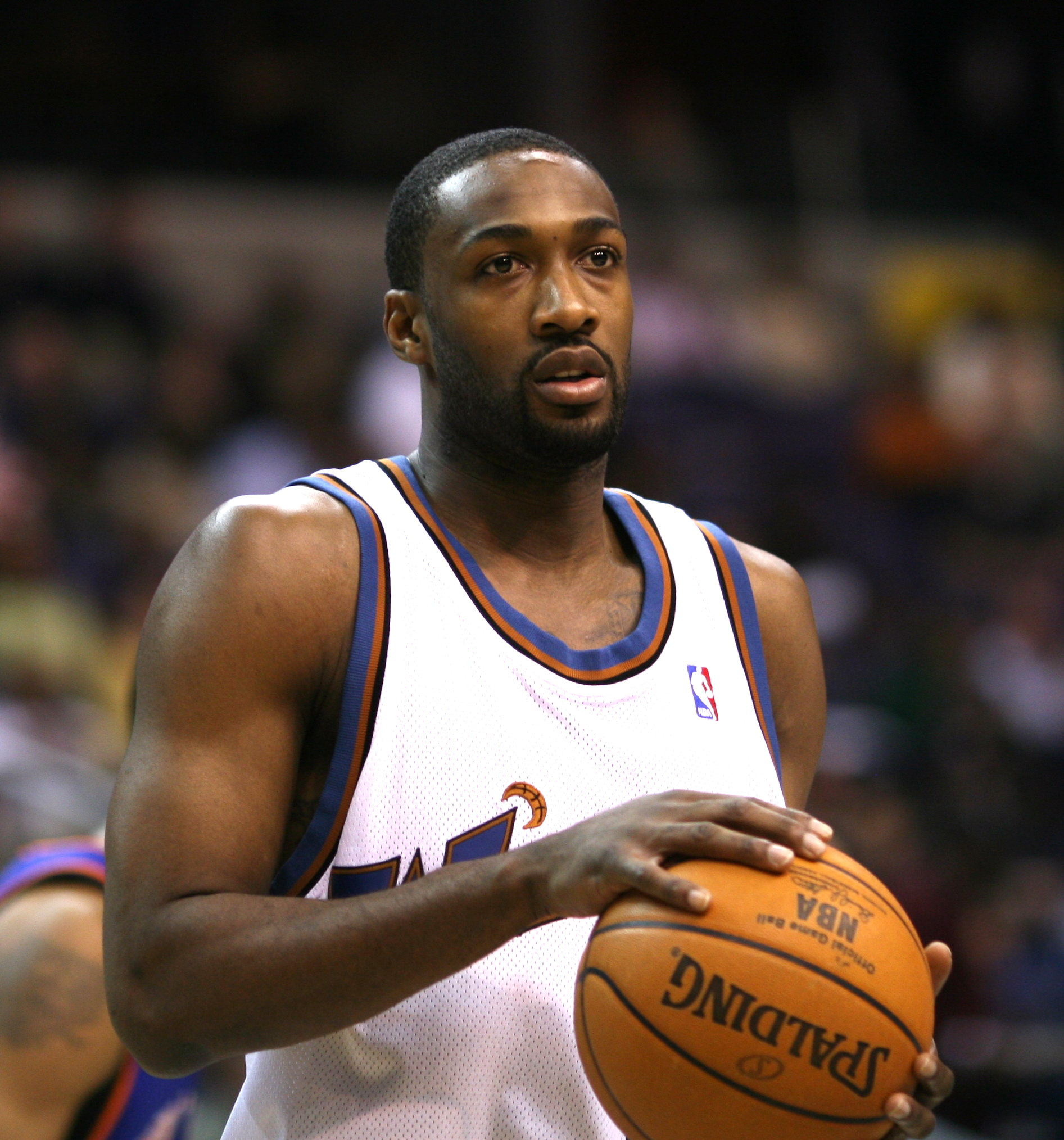
Gilbert Arenas, avec qui Mia Khalifa présente une émission sur YouTube en 2017-2018, ici avec les Washington Wizards en 2008.

Mia Khalifa se fait aussi connaître grâce à sa passion pour le sport, notamment pour l'équipe de football américain des Seminoles de Florida State et pour le championnat d'Angleterre de football, notamment l'équipe de West Ham United. Ses échanges avec certains sportifs sont particulièrement remarqués sur les médias sociaux, comme en 2015, avec le quarterback Braxton Miller, la même année avec le wide receiver des Bills de Buffalo Duke Williams, ou encore lorsqu'elle assiste à un match en janvier 2019 entre West Ham et Arsenal et attaque verbalement le milieu de terrain Mattéo Guendouzi. Le chercheur en management du sport Jimmy Sanderson considère les buzz provoqués par Mia Khalifa avec des sportifs comme un rappel pour les athlètes « qu'ils doivent être conscients que leurs échanges privés sur les médias sociaux peuvent facilement devenir publics et [les] mettre, ainsi que leurs clubs, dans une situation précaire ».
Mia Khalifa met aussi à profit son large aura sur les médias sociaux en faveur des équipes professionnelles de Washington comme les Redskins de Washington (National Football League), les Wizards de Washington (National Basketball Association) et les Capitals de Washington (Ligue nationale de hockey). Elle est également supportrice du club de football anglais West Ham United.
Elle co-anime par ailleurs avec Gilbert Arenas l'émission Out of Bounds, qui est une émission sur le sport sur la chaîne YouTube Complex News's, entre octobre 2017 et février 2018,. Elle co-anime aussi l'émission SportsBall aux côtés de Tyler Coe, sur Rooster Teeth, jusqu'en octobre 2018.

### Vie privée
Mia Khalifa se marie en février 2011 avec son ancien petit ami de lycée. Ils se séparent en 2014 et divorcent en 2016. Elle réside à Miami en Floride durant sa carrière d'actrice pornographique, puis repart vivre au Texas. En 2019, elle se fiance puis se marie avec le chef cuisinier Robert Sandberg, qu'elle épouse, puis dont elle divorce deux ans plus tard,. En 2021, elle est en couple avec le rappeur portoricain Jhayco.
Elle porte un tatouage reprenant certaines paroles de l'hymne national libanais, et un autre avec la croix des forces libanaises. Elle a réalisé ce dernier en 2012 après l'attentat de Beyrouth en octobre 2012, déclarant que c'était pour « faire preuve de solidarité avec les opinions politiques de [son] père ». Ces choix de tatouages ont été critiqués par ses détracteurs.
Elle indique que ses parents ont coupé toute communication avec elle du fait de son choix de carrière professionnelle. Dans une déclaration, ses parents se sont dissociés de ses actions, affirmant que sa décision d'entrer dans l'industrie du porno était née de sa résidence dans un pays étranger d'une culture différente de la leur, et que ses actions ne reflétaient pas son éducation. Ils ont également dit qu'ils espéraient qu'elle quitterait la pornographie, affirmant que son image n'honorait ni sa famille ni son pays d'origine. Ainsi, bien que figurant parmi les célébrités de nationalité libanaise les plus connues de sa génération, Mia Khalifa est pourtant rejetée par diverses personnalités libanaises en raison de sa carrière d'actrice pornographique, ainsi que par sa famille.

## Notoriété, controverse et menaces: « la pornstar au hidjab »

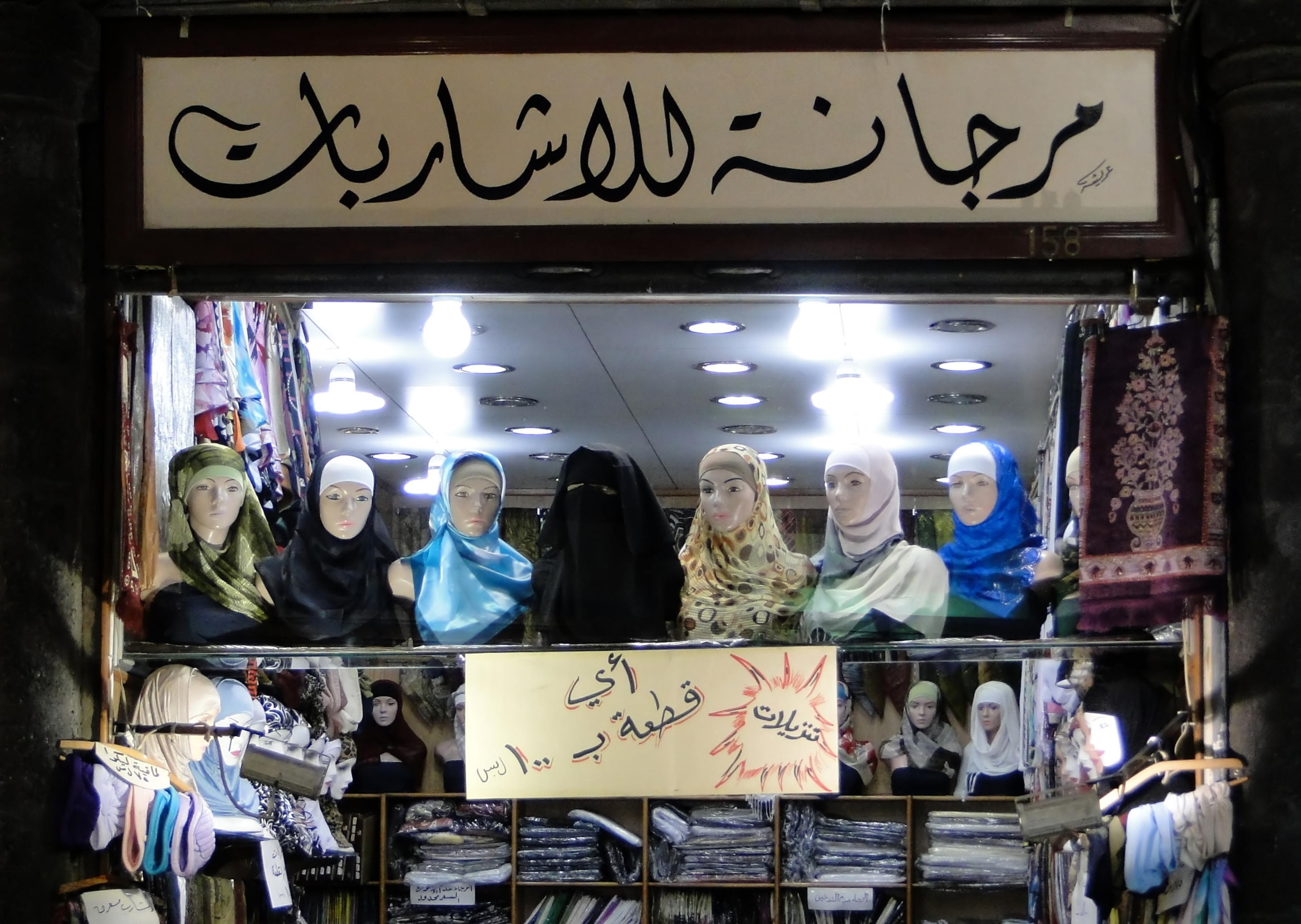
Boutique vendant des hidjabs en Syrie.

### Critiques et soutiens
La carrière de Mia Khalifa dans l'industrie pornographique est surtout marquée par la scène dans laquelle elle porte un hidjab. Celle-ci lui vaut un succès retentissant et durable mais provoque de nombreuses controverses, et même des menaces. Ainsi, plusieurs journaux libanais et des pays voisins publient, dans les mois qui suivent la sortie de la vidéo, de nombreux articles très critiques à l'égard de l'actrice.

Par exemple, la militante féministe libanaise Juliana Yazbeck écrit sur le site d'actualité libanais NOW News : 

« Je ne peux pas nier que j'ai ressenti une pointe de désespoir lorsque Mia a fait irruption dans les médias sociaux [...]. Je n'ai même pas pensé à me dire : "Elle n'a pas le droit". Ce qui m'a traversé l'esprit, c'est : "Vraiment ? Parmi les rares femmes libanaises qui font la une des journaux du monde entier, il fallait que ce soit une star du porno ? C'était comme si j'avais voyagé pendant des mois, et que, juste au moment où j'approchais de ma destination, quelqu'un utilisait mon passeport pour le souiller, défaisant tout mon travail et me renvoyant à la case départ". »

Mia Khalifa fait savoir qu'elle considère les commentaires négatifs qui lui sont adressés comme inconséquents au regard des « vrais problèmes du Liban ». Dans un entretien au Washington Post en 2015, elle se défend des attaques en qualifiant la scène en question de « satirique » et en incitant à l'analyser comme telle, ajoutant que « les films d'Hollywood représentent les musulmans sous des aspects encore plus négatifs que pourrait le faire n'importe quel film pornographique ». En 2016, le magazine britannique Loaded consacre quelques lignes pour décrire l'engouement et le déferlement de critiques suscités par la carrière de Mia Khalifa :

« Peut-être mieux connue sous la dénomination de "pornstar au hidjab", Mia Khalifa a fait les gros titres en 2014 quand elle est apparue face à la caméra en portant le tristement célèbre costume traditionnel musulman. Le film, produit par Bang Bros, a d'abord suscité l'indignation dans son pays d'origine, le Liban, ses ennemis prétendant qu'elle avait fait honte à la nation et qu'elle avait insulté l'islam. Mia Khalifa a déclaré [...] qu'elle estimait devenir un bouc émissaire servant de prétexte à la censure d'Internet dans son pays natal. Beaucoup de Libanais ont depuis manifesté contre le gouvernement, montrant leur soutien à la star américaine du porno. Ceux-là affirment que même si elle a pu avoir des relations sexuelles indécentes, "elle est toujours plus décente que [ses détracteurs]". »

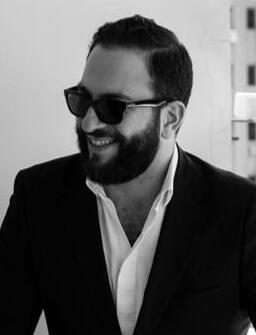
L'écrivain Nasri Atallah est un soutien de Mia Khalifa.

En août 2017, des membres de l'État islamique la menacent de mort,,, en diffusant notamment la vidéo d'un bourreau mimant une scène de décapitation et avertissant Mia Khalifa qu'elle irait en enfer. Elle répond à cette vidéo en déclarant ironiquement : « Je voulais justement bronzer un peu ces derniers temps ». L'anthropologue brésilienne Maria Júlia Alencastro Veiga remarque qu'aussi bien des sympathisants du terrorisme islamiste, des personnalités religieuses que des féministes libanais ont tous émis des critiques sur la carrière pornographique de Mia Khalifa.
Parmi ceux qui se sont prononcés publiquement pour défendre Mia Khalifa, l'écrivain britannico-libanais Nasri Atallah écrit en 2015 : « Cette indignation morale est erronée pour deux raisons. D'abord et avant tout, en tant que femme, elle est libre de faire ce qu'elle veut de son corps. D'autre part, en tant qu'être humain sensible, qui vit à l'autre bout du monde, elle est responsable de sa propre vie et ne doit absolument rien au pays où elle est née ». Mia Khalifa déclare à ce sujet : « Les droits des femmes au Liban sont loin d'être pris au sérieux si une actrice pornographique américano-libanaise qui ne réside plus là-bas peut soulever un tel tollé ». 

Le poète américain Gary Jackson met à l'honneur Mia Khalifa dans le poème Run paru dans la revue littéraire Prairie Schooner. Il met en abyme un poème imaginaire qu'il aimerait lui écrire : 
« the poem I’ll one day write on Mia Khalifa and how she was once ranked the #1 pornstar in the country and received heaps of hate mail and death threats because she is Lebanese »
— Gary Jackson, Run

« le poème que j'écrirai un jour sur Mia Khalifa et sur la façon dont elle a été classée première pornstar du pays et a reçu des tas de courriers haineux et de menaces de mort parce qu'elle est libanaise »
— Run

### Contextualisations et analyses

#### Pornographie et islam
Le cas de Mia Khalifa a été rapproché de celui de l'actrice pornographique pakistanaise Nadia Ali,. En effet, après avoir tourné en hidjab, quelques mois après Mia Khalifa, Nadia Ali est également menacée pour cette raison et met fin tout aussi rapidement à sa carrière en 2016,. La chercheuse finlandaise en sciences des religions Anna Rajala estime que les difficultés rencontrées par les deux principales pornstars ayant incarné l'islam ont renforcé « l'invisibilisation de l'islam dans la pornographie ».
La chercheuse américaine en sciences de la communication Tara Negar Jamali rapproche l'exemple de Mia Khalifa de celui de l'actrice iranienne Golshifteh Farahani, interdite de séjour en Iran après avoir posé nue, de la skieuse libanaise Jacky Chamoun, injuriée après avoir été photographiée seins nus, ou encore de la chanteuse égyptienne Shyma, condamnée à deux ans de prison pour incitation à la débauche à cause de la production d'un clip. La chercheuse estime que « la sexualité féminine dans la culture du Moyen-Orient reste une question controversée. Pour de nombreuses femmes, le sexe est associé à la stigmatisation et à la honte, car la chasteté féminine représente traditionnellement l'honneur de la nation. [...]  Alors que les femmes du Moyen-Orient peuvent, aux yeux du monde, avoir une apparence aussi sexualisée que leurs homologues occidentales, ce mélange de sexualité et de modernité suscite la critique de la population locale ».

#### Conditions de vie des actrices pendant et après une carrière pornographique
Estimant faire de la prévention auprès des jeunes filles attirées par le métier d'actrice X, Mia Khalifa adresse régulièrement, dans des vidéos et des interviews données dans la presse ou à la télévision, des critiques à l'industrie pornographique, et à la société Bang Bros en particulier, dans lesquelles elle affirme avoir été manipulée. Elle déclare par exemple n'avoir gagné que 12 000 $ au cours de ses trois mois de carrière dans l'industrie pornographique et n'avoir jamais rien reçu de la part de Pornhub ou d'autres sites diffusant des vidéos où elle apparaît,. La société Bang Bros nie les critiques de Khalifa sur ses conditions de travail et de rémunération, allant jusqu'à lancer, en 2020, un site internet dédié à répondre aux arguments de son ancienne actrice.
En août 2019, dans une interview pour la BBC dans l'émission HARDtalk, Mia Khalifa insiste sur les atteintes à la vie privée que son ancienne carrière lui a causées. La situation de l'ancienne actrice quatre ans après l'arrêt de sa carrière pornographique constitue, selon le juriste brésilien Marcio Ruzon, un cas d'application délicat du droit à l'oubli.
Le chercheur américain en sciences de la communication Brett Lunceford, spécialiste de la monstration de la nudité en public, introduit un de ses ouvrages sur le sujet en prenant les violentes critiques adressées à Mia Khalifa sur Twitter comme un exemple significatif de la persistance, voire de l'amplification, à l'heure des médias sociaux, du phénomène social consistant à vouloir « contrôler le corps des autres, et en particulier la sexualité féminine ». L'anthropologue brésilienne Maria Júlia Alencastro Veiga indique que : « les cas des actrices [comme] Mia Khalifa illustrent bien la pathologisation du désir féminin. La médiatisation des femmes ayant des relations sexuelles entraîne une énorme stigmatisation sociale des professionnels du sexe. Lorsque ces femmes ont été reconnues comme des actrices pornographiques, elles ont même reçu des menaces de mort, ce qui a eu des conséquences très graves sur leur vie personnelle ».